# NordBalt
NordBalt (також раніше відомий як SwedLit) — підводний силовий кабель  між Клайпедою в Литві та Нюбру у Швеції, який працює з 2015 року. 
Метою проекту є сприяння торгівлі електроенергією між Балтійським і Північним ринками електроенергії, а також підвищення постачання та енергетичної безпеки на обох ринках.

## Історія
Вперше проект був запропонований у 2004 році. 
Початковий проект Swindlit був спрямований на будівництво ВЕС у Балтійському морі та забезпечення передачі електроенергії до Швеції та Литви. 
Учасників цього проекту також зацікавила ГАЕС Круоніс як накопичувач змінної енергії вітру.
У серпні 2006 року литовський і шведський оператори мереж передачі Lietuvos Energija і Svenska kraftnät погодилися розпочати техніко-економічне обґрунтування можливого інтерконектора. 

У лютому 2007 року «Lietuvos Energija» та «Svenska Kraftnät» підписали угоду зі шведською консалтинговою компанією «SWECO International» про підготовку техніко-економічного обґрунтування. 
Дослідження було завершено в березні 2008 року з позитивними висновками для реалізації проекту. 

9 липня 2009 року «Lietuvos Energija», «Latvenergo» та «Svenska Kraftnät» підписали меморандум про взаєморозуміння щодо проекту NordBalt. 

Тендер попередньої кваліфікації для закупівлі конвертерів і кабелів NordBalt було розпочато в грудні 2009 року. 

Дослідження морського дна було проведено «Marin Mätteknik» до 13 грудня 2009 року. 

17 грудня 2010 року «Litgrid», нещодавно створений оператор системи передачі Литви, який перейняв проект від «Lietuvos Energija», і «Svenska kraftnät» підписала контракт на суму 270 мільйонів євро з ABB, згідно з яким ABB виготовляла кабель. 

Згідно з іншим контрактом, підписаним 20 грудня 2010 року, ABB поставила дві конверторні станції. 

У березні 2013 року уряд Литви затвердив плани будівництва на прибережній території. 

18 квітня 2013 року уряд Швеції остаточно схвалив будівництво інтерконектора. 

Прокладка кабелю почалася 11 квітня 2014 року. 

Він був прокладений за допомогою «C/S Lewek Connector». 

Прокладку кабелю кілька разів переривав російський флот 

у Виключній економічній зоні Литви 
, 
через що прем’єр-міністр Литви викликав російського посла та висловив протест проти порушення Росією Конвенції ООН з морського права (UNCLOS). 

9 червня 2015 року завершено роботи з прокладання кабелю. 

Офіційне відкриття кабелю відбулося 14 грудня 2015 року. 
 
Однак через пожежу біля підстанції Нюбру тестова передача потужністю 30 МВт почалася лише 1 лютого 2016 року. 

17 лютого 2016 року електроенергія, передана через Nordbalt, вперше торгувалась на Nord Pool. 

## Технічні особливості
Інтерконектор є високовольтною лінією постійного струму (HVDC). 
Довжина кабелю становить 450 км, з яких 400 км — підводний кабель, 40 км — наземний кабель у Швеції та 10 км — наземний кабель у Литві. 
Його максимальна потужність становить 700 МВт з обмеженням наростання 600 МВт, 

де потужність 700 МВт відповідає річній пропускній здатності 6,1 ТВт-год.

## Економіка
Інтерконектор коштував 580 мільйонів євро, з яких підводний кабель коштував 270 мільйонів євро. 

175 мільйонів євро було сплачено Європейською Комісією . 